# Macropsella thoantias
Macropsella thoantias är en insektsart som beskrevs av George Willis Kirkaldy 1907. Macropsella thoantias ingår i släktet Macropsella och familjen dvärgstritar. Inga underarter finns listade i Catalogue of Life.